# Bělehradské příměří

Demarkační linie schválené při podepsání příměří.

Bělehradské příměří (srbsky Beogradsko primirje, maďarsky Belgrádi egyezmény) bylo příměří, podepsané v samotném závěru první světové války v srbském Bělehradě dne 13. listopadu 1918. Rozhodnulo o ukončení bojů v Uhersku. 

## Vyjednávání
Vyjednávalo se již od 7. listopadu 1918. Příměří bylo nakonec podepsáno až dva dny po kapitulaci Německa. Znamenalo zastavení postupu spojeneckých armád z území dnešního Srbska dále n sever. Za srbskou stranu jej podepsal Živojin Mišić, za francouzskou Paul Prosper Henrys a za maďarskou Béla Linder. Podpis byl uskutečněn v 23:15 středoevropského času v budově dnešního Národního muzea na Náměstí republiky, tehdy v budově Správy fondů (srbsky Uprava fondova).

## Podmínky
Příměří mělo určených celkem 18 bodů, které byly pro poražené Uhersko velmi tvrdé. 
Příměří definovalo linie, za které se měly zbytky rakousko-uherské armády stáhnout, aby umožnily vznik nových států. Na základě uvedeného příměří dalo proto Maďarsko souhlas s tím, aby Československo převzalo území Slovenska. Představitelé nově vzniklého československého státu s tímto nesouhlasili, neboť se odvolávali na dohody spojenců, které již předtím uznali existenci nového státu v hranicích zahrnující i území bývalých Horních Uher. V případě jižní hranice Uher byla definována linie Varaždin–Pécs–Szeged. Uhersko (resp. Maďarsko) mělo následně za povinnost odzbrojit svoji armádu, osvobodit válečné zajatce a opustit strategicky významné body. Maďarská civilní správa měla zůstat na celém území Uher do doby, než mělo být na základě mírové dohody (Trianonské dohody) rozhodnuto o stanovení nových hranic a podmínek pro poražené státy a vítěze.

## Důsledky
Podepsání dohody zabránilo průnik spojeneckých armád z jihu přes území dnešního Srbska do Uher. 
Řada z podmínek tohoto příměří nebyla nicméně ze strany Dohody nakonec dodržována. 